# سوفور رودريغيز
سوفور رودريغيز (17 أكتوبر 1920 في سيدي بلعباس) (بالإنجليزية: Sauveur Rodriguez)‏ لاعب كرة قدم فرنسي الجنسية جزائري المولد معتزل كان يجيد اللعب في خط الدفاع . ساهم في تتويج نادي مرسيليا ببطولة دوري الدرجة الأولى موسم 1947-1948 . شارك في مباراة دولية واحدة مع منتخب فرنسا في مواجهة منتخب هولندا في 26 مايو 1947 حيث انتهت بفوز منتخب فرنسا 4-0 .

## وصلات خارجية
- سوفور رودريغيز على موقع قاعدة بيانات كرة القدم.إي يو (الإنجليزية)
- سوفور رودريغيز على موقع ناشيونال فوتبول تيمز (الإنجليزية)
- سوفور رودريغيز على موقع عالم كرة القدم.نت (الإنجليزية)